# Wikipedia tiếng Galicia
Wikipedia tiếng Galicia (viết ngắn gọn: Galipedia) là phiên bản tiếng Galicia của Wikipedia, được khởi tạo vào ngày 8 tháng 3 năm 2003.